# Бібліотека 2.0
Бібліоте́ка 2.0 (англ. Library 2.0) — це узагальнено визначена модель модернізованої форми бібліотечного сервісу, що відображає еволюцію шляхів надання сервісу користувачам. Поняття Бібліотеки 2.0 наслідує моделі Біснес 2.0 та Веб 2.0 і містить деякі спільні положення. Це включає онлайнові сервіси, такі як використання онлайнових каталогів та збільшеного зворотного інформаційного потоку від користувачів до бібліотеки.

## Огляд
Публічний дебют Бібліотеки-2.0 відбувся на конференції Internet Librarian 2005 (США, Монтерей, 24-26 жовтня 2005 р.), коли Майкл Стефенс з публічної бібліотеки округу Сент-Джозеф, США проаналізував впровадження цієї ідеї на типовому бібліотечному вебсайті.

## Ключові принципи
- браузер + програмні додатки Веб-2.0 + зв'язність = повнофункціональний онлайновий каталог[4]
- залучення бібліотечних користувачів як до розроблення, так і до реалізації бібліотечного сервісу
- бібліотечні користувачі повинні мати можливість створювати та змінювати сервіси, що надаються бібліотекою
- компанії, які хочуть мати справу з публічними або академічними бібліотеками, не повинні виробляти комерційного програмного забезпечення; Бібліотека-2.0 не є закритим поняттям
- постійні зміни приходять на зміну старій моделі вдосконалення технологічних циклів
- «вічна бета»
- збирання та інтеграція в моделі бібліотечного сервісу ідей та технологічних рішень із суміжних галузей
- поєднання оцінки та вдосконалення сервісів з постійною готовністю змінити існуючий сервіс на інший, новіший і кращий
- негнучкість породжує невдачу
- використання «довгого хвосту»[5]